# Anton LaVey
Anton Szandor LaVey (nascut Howard Stanton Levey; Chicago, 11 d'abril de 1930 - San Francisco, 29 d'octubre de 1997) va ser un escriptor i músic nord-americà, d'ascendència jueva, icona dins el Satanisme i la cultura popular per ser el fundador de l'Església de Satan i també per ser proclamat com el Papa negre.
Va escriure diversos llibres, entre ells la Bíblia satànica, The Satanic Witch, The Devil 's Notebook i va fundar el sistema filosòfic Satanisme LaVeyà, un sistema sintetitzat de la seva comprensió de la naturalesa humana i les idees dels filòsofs que advocaven pel materialisme i l'individualisme, pel qual no es reivindica cap inspiració sobrenatural o teista.